# Ĉ
Ĉ, Ĉĉ – litera alfabetu łacińskiego używana w Esperanto przypisana spółgłosce [t͡ʃ]. Jej wymowa odpowiada wymowie dwuznaku cz w języku polskim.
W h systemie (zalecanym w „Fundamento de Esperanto”) zastępuje się tę literę przez ch. W x systemie litera ĉ jest zastępowana przez cx.